# Botanisches Taschenbuch für Liv-, Cur- und Ehstland
Botanisches Taschenbuch für Liv-, Cur- und Ehstland (abreviado Bot. Taschenb.	) es un libro con ilustraciones y descripciones botánicas que fue escrito  por el botánico letón David Hieronymus Grindel y publicado en Riga en el año 1803.